# Stazione di Airole
La stazione di Airole è una fermata ferroviaria posta sulla linea Cuneo-Ventimiglia a servizio dell'omonimo comune.

## Storia
L'originaria stazione di Airole venne attivata il 16 maggio 1914, quale capolinea nord della linea che da Ventimiglia avrebbe dovuto ricongiungersi con Cuneo attraverso il territorio francese.
Dal 1928, anno di apertura della tratta francese Tenda-Airole, l'impianto perse parte della sua importanza quale località di interscambio fra i servizi ferroviari e le diligenze; per tale ragione il fabbricato viaggiatori, di dimensioni significative e tutt'oggi esistente, risultò sottoutilizzato.
L'impianto venne definitivamente chiuso al servizio viaggiatori nel 1944 in conseguenza degli eventi bellici che portarono all'interruzione della ferrovia Cuneo - Ventimiglia.
Riattivata la linea nel 1979, la stazione venne trasformata in posto di movimento (progressiva chilometrica 11+959), mentre per il servizio viaggiatori fu inaugurata una fermata, posta 586 m ad est dalla precedente, in direzione Ventimiglia.

## Strutture e impianti

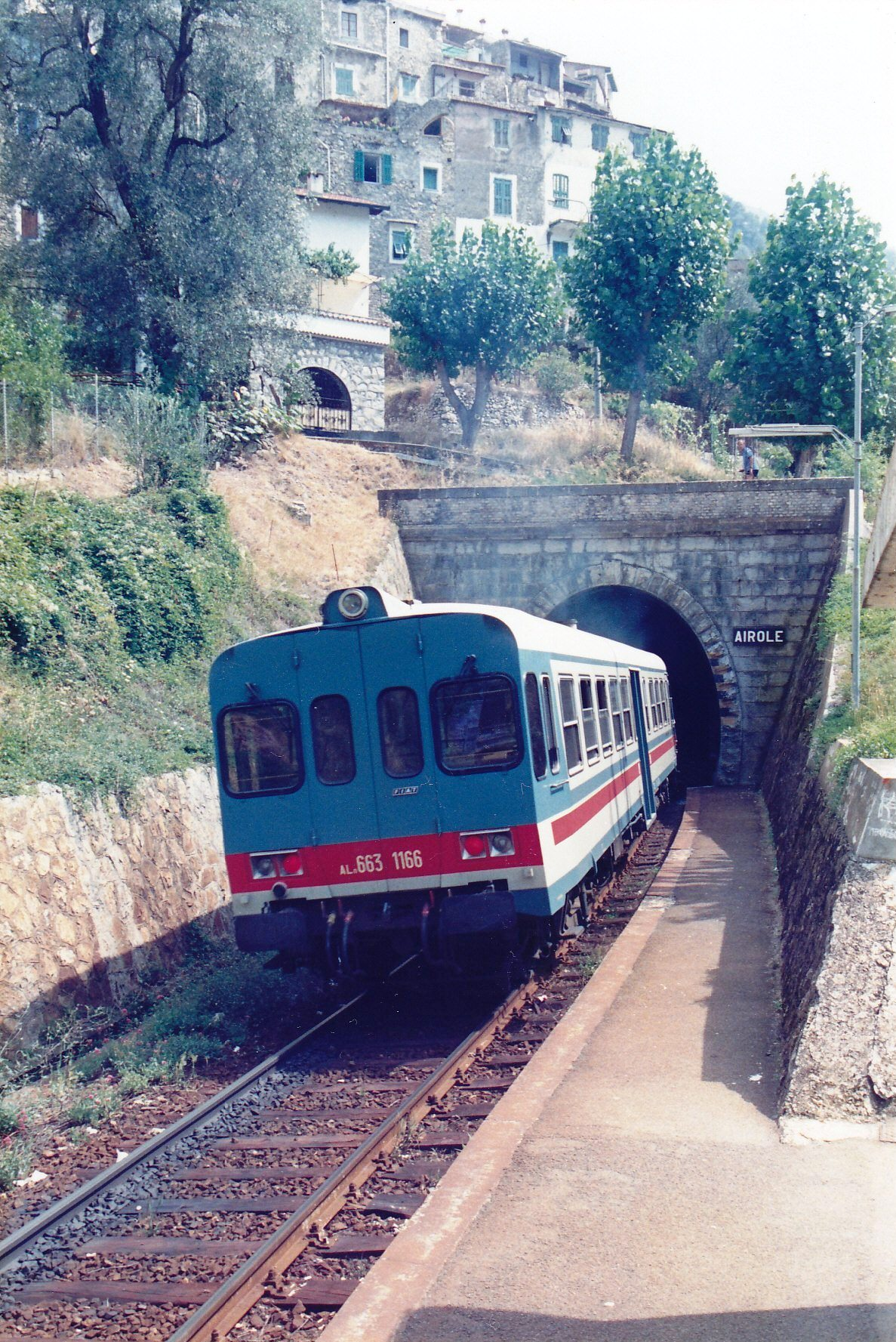
La fermata di Airole nel 1990

L'impianto è composto di un marciapiedi di dimensioni ridotte posto fra due gallerie con un semplice fabbricato d'attesa; è sufficiente ad accogliere soltanto i treni di materiale leggero che svolgono servizio regionale sulla linea. La nuova posizione della fermata serve in maniera più agevole il pur modesto centro abitato di Airole.
RFI classifica la fermata nella categoria bronze.